# Сельдевые акулы (род)
Сельдевые акулы (лат. Lamna) — род хрящевых рыб в одноимённом семействе отряда ламнообразных. Насчитывает 2 современных вида, оба встречаются в водах России. Максимальная зафиксированная длина составляет 3,6 м. Родовое название происходит от слова греч. λαμνα — «сельдевая акула».
Сельдевые акулы могут поддерживать температуру своего тела намного выше температуры окружающей среды, подобно тунцам и меч-рыбам — представителям лучепёрых рыб. Это типичные обитатели пелагиали. 

## Классификация
На март 2020 года в род включают 2 вида:
- Lamna ditropis Hubbs & Follett, 1947 — Тихоокеанская сельдевая акула, или северотихоокеанская акула, или лососёвая акула
- Lamna nasus Bonnaterre, 1788 — Атлантическая сельдевая акула, или ламна

## Вымершие представители рода
- †Lamna attenuata (Davis, 1888)
- †Lamna carinata (Davis, 1888)
- †Lamna hectori (Davis, 1888)
- †Lamna marginalis (Davis, 1888)
- †Lamna obliqua (Agassiz, 1843)
- †Lamna quinquelateralis (Cragin, 1894)
- †Lamna trigeri (Coquand, 1860)
- †Lamna trigonata (Agassiz, 1843)